# Alland'Huy-et-Sausseuil

Alland'Huy-et-Sausseuil este o comună în departamentul Ardennes din nordul Franței. În 1 ianuarie 2022 avea o populație de 272 de locuitori.